# Бастиля
Бастѝля (на италиански: Bastiglia, на местен диалект Bastîa, Бастия) е малко градче и община в северна Италия, провинция Модена, регион Емилия-Романя. Разположено е на 27 m надморска височина. Населението на общината е 4013 души (към 2012 г.).